# Temple Grandin
Mary Temple Grandin (Boston, 29 de agosto de 1947) é uma psicóloga e zootecnista americana autista que revolucionou as práticas para o tratamento racional de animais vivos em fazendas e abatedouros. Bacharel em Psicologia pelo Franklin Pierce College e com mestrado em Zootecnia na Universidade Estadual do Arizona, é Ph.D. em Zootecnia, desde 1989, pela Universidade de Illinois. Hoje ministra cursos na Universidade Estadual do Colorado a respeito de comportamento de rebanhos e projetos de instalação, além de  prestar consultoria para a indústria pecuária em manejo, instalações e cuidado de animais. À data de outubro de 2016, ela é a mais bem-sucedida e célebre profissional norte-americana autista, altamente respeitada no segmento de manejo pecuário.
Então, na juventude,  criou a "máquina do abraço", uma engenhoca para lhe pressionar como se estivesse sendo abraçada e que a acalmava, assim como a outras pessoas autistas. Sua vida foi tema do filme Temple Grandin, em 2010, quando ela foi mencionada pela revista Time na lista das 100 pessoas mais influentes do mundo, na categoria dos "Heróis".
Temple tornou-se uma profissional extremamente bem-sucedida. Projeta equipamentos e instalações para a pecuária. Todos os corredores e currais que desenha são redondos, pois o gado tem mais facilidade em seguir um caminho curvo – primeiro porque, não vendo o que há no fim do caminho, fica menos assustado; segundo porque o desenho curvo aproveita o comportamento natural do animal, que é descrever círculos. Ela faz uma analogia: com as crianças autistas é preciso agir do mesmo modo, isto é, trabalhando a favor delas, ajudando-as a descobrir e desenvolver seus talentos ocultos. Ela já escreveu mais de 400 artigos publicados em revistas científicas e periódicos especializados, tratando de manejo de rebanho, instalações e cuidados dos animais.

## História
Visitando a fazenda de sua tia Ann no Arizona em 1966, Temple inicia seu primeiro contato com animais, que influenciariam sua vida e carreira. O brete de contenção de bovinos a inspirou na construção de um aparelho para si própria para se refugiar de seus frequentes ataques de pânico.
Importante ressaltar que a sua mãe, Anna Eustacia Purves, a despeito da recomendação médica de interná-la em uma instituição psiquiátrica, insistiu em proporcionar-lhe educação formal. Depois, ao se encontrar em uma escola para crianças superdotadas, é encorajada por seu professor de Ciências, o Dr. Carlock, o qual percebe seu talento em "pensar imagens e conectá-las", e a incentiva a prosseguir sua educação em uma universidade.

## Prêmios
- 2011 Medalha Dupla Hélice[5]

## Vida pessoal
Numa entrevista para a The New York Times, Grandin falou sobre celibato por conta de sua idade.

## Principais publicações
- Emergence: Labeled Autistic (com Margaret Scariano, 1986, atualizado em 1991), ISBN 0-446-67182-7
- The Learning Style of People with Autism: An Autobiography (1995).  In Teaching Children with Autism : Strategies to Enhance Communication and Socializaion, Kathleen Ann Quill, ISBN 0-8273-6269-2
- Thinking in Pictures: Other Reports from My Life with Autism (1996) ISBN 0-679-77289-8
- Developing Talents: Careers for Individuals with Asperger Syndrome and High-Functioning Autism (2004).  ISBN 1-931282-56-0
- Animals in Translation|Animals in Translation : Using the Mysteries of Autism to Decode Animal Behavior (com Catherine Johnson, 2005), ISBN 0-7432-4769-8
- The Unwritten Rules of Social Relationships: Decoding Social Mysteries Through the Unique Perspectives of Autism  (com Sean Barron, 2005), ISBN 1-932565-06-X
- The Way I See It: A Personal Look At Autism And Aspergers (2009)
- Animals Make Us Human: Creating the Best life for Animals (com Catherine Johnson, 2009) ISBN 978-0-15-101489-7